# Carpias ichthyoxenos
Carpias ichthyoxenos is een pissebed uit de familie Janiridae. De wetenschappelijke naam van de soort is voor het eerst geldig gepubliceerd in 1961 door Monod.